# 巴托洛梅島 (加拉帕戈斯群島)
巴托洛梅島（西班牙語：Isla Bartolomé）是厄瓜多爾的島嶼，位於聖地亞哥島以東的太平洋海域，屬於加拉帕戈斯群島的一部分，面積1.2平方公里，最高點海拔高度114米，島上無人居住。

## 外部連結
- Galapagosonline.com Bartolome information